# After (2019)
After is een Amerikaanse film uit 2019 geregisseerd door Jenny Gage, gebaseerd op de boekenreeks van Anna Todd.

## Verhaal
Student Tessa Young is een serieuze student en vriendin en heeft een vriend op de middelbare school. In haar eerste jaar heeft ze een sterk gevoel van wie ze is en wie ze zou moeten zijn. Dit verandert wanneer ze Hardin Scott ontmoet. Tessa wil hem in eerste instantie ontlopen, maar begint langzaamaan wat voor Hardin te voelen.

## Rolbezetting
| Acteur               | Personage     |
| -------------------- | ------------- |
| Josephine Langford   | Tessa Young   |
| Hero Fiennes Tiffin  | Hardin Scott  |
| Inanna Sarkis        | Molly Samuels |
| Khadijha Red Thunder | Steph Jones   |
| Samuel Larsen        | Zed Evans     |
| Shane Paul McGhie    | Landon Gibson |
| Selma Blair          | Carol Young   |
| Dylan Arnold         | Noah Porter   |
| Pia Mia              | Tristan       |
| Peter Gallagher      | Ken Scott     |
| Jennifer Beals       | Karen Scott   |